# 藤原奈々
藤原 奈々（ふじわら なな、1982年3月27日 - ）は、日本のタレント、ダンサー。読売ジャイアンツマスコットガール『チームヴィーナス』の元メンバーである。
神奈川県横浜市出身、ニチエンプロダクション所属。

## 来歴・人物
- 2001年から2003年まで、東京ディズニーランド・東京ディズニーシーのパレードダンサーとして活動した後、2004年にチームジャビッツ21（当時）のメンバーとなる。2006年にジャビッツに復帰して以降、チームヴィーナスになった2007年と2008年にも参加した。
- ヴィーナスを卒業した2009年以降は、チームヴィーナスダンススクールの講師を務める傍ら、タレント・リポーターとしても活動中。2012年2月にはヴィーナス時代のOGと共に8人組のダンスユニット『Diyosa』（ディヨーサ）を組み、イベントを中心にパフォーマンス活動を行っている。
- 趣味はお菓子作り、料理。
- ジャビッツ～ヴィーナス時代の同僚だった出口紗智子[1]や福山知沙[2]とは今でも仲が良い[3]。

## 主な出演番組

### テレビ
- JCN中野「デイリー中野」リポーター
- YOUテレビ「My YOU」「NICE Looking」リポーター
- 日テレG+「われらG党」リポーター（2011年3月 - 2012年3月）

### ラジオ
- FMサルース「藤原奈々のNA・NA・ナイト」パーソナリティ（2009年11月6日 - 2010年12月31日）